# Gonystylus xylocarpus
Gonystylus xylocarpus är en tibastväxtart som beskrevs av Herbert Kenneth Airy Shaw.
Gonystylus xylocarpus ingår i släktet Gonystylus och familjen tibastväxter. Inga underarter finns listade i Catalogue of Life.